# Lymnas lioba
Lymnas lioba är en fjärilsart som beskrevs av Jose Francisco Zikán 1952. Lymnas lioba ingår i släktet Lymnas och familjen Riodinidae. Inga underarter finns listade i Catalogue of Life.